# Țigară electronică

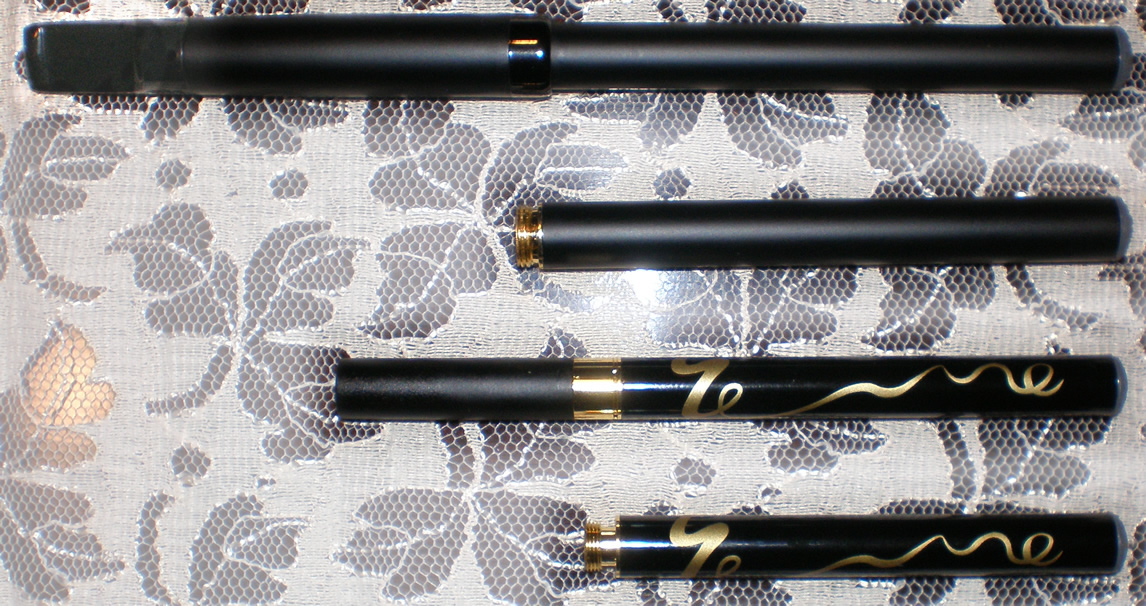
Două modele de țigări electronice. Jos: RN4072 "stil stilou" și CT-M401. Mai jos sunt bateriile detașabile.

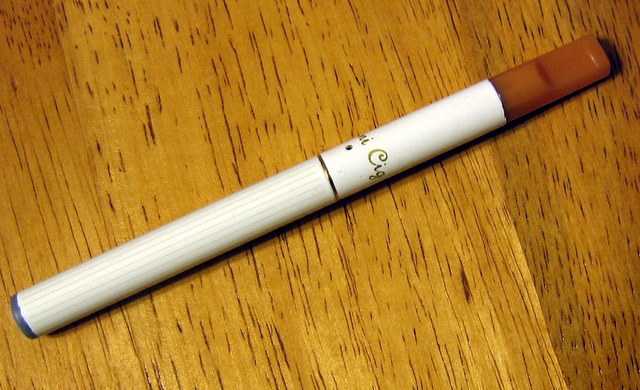
Ţigară electronică model DSE-901

Țigara electronică (sau e-țigară) este un dispozitiv alimentat cu baterii cu ajutorul căruia se pot inhala doze de nicotină Tigarile electronice cu non-nicotină sub forma de vapori creeaza dependenta.
Este o alternativă la produsele de fumat ce conțin tutun, cum ar fi țigările, trabucurile sau pipele.
Țigara electronică este concepută sa ofere un gust și senzație fizică similară cu a țigări din tutun, în timp ce nici un fum sau ardere nu sunt implicate în funcționarea acesteia.
O țigară electronică are forma unui tub alungit, deși multe sunt concepute să semene cu aspectul exterior al produselor reale de fumat, cum ar fi țigări, trabucuri și pipe. Cele mai multe țigări electronice sunt dispozitive de unică folosință, cu piese de schimb și reîncărcabile.
Un număr de țigări electronice de unică folosință, de asemenea, au fost realizate.
Conceptul unei țigări electronice a fost patentat în 1963 de Herbert A. Gilbert. Ideea lui însă nu a mers niciodată în producție.
Țigara electronică a fost inventată de Hon Lik, un farmacist chinez, în 2003 și a fost introdusă pe piață în anul următor. Compania pentru care a lucrat, Golden Dragon Holdings, a început sa vândă peste hotare în 2005-2006 și și-a schimbat ulterior denumirea în Ruyan (care înseamnă "să semene cu fumat"). Din 2007, acest tip de țigări electrice sunt fabricate și vândute în întreaga lume.
În raportul publicat în 26 august 2014, Organizația Mondială a Sănătății (OMS) afirmă că nu există suficiente date care să susțină eficiența țigărilor electronice ca mod de a renunța la fumat. Totodată, OMS solicită interzicerea folosirii țigărilor electronice în spații închise deoarece folosirea lor poate elibera în aer substanțe toxice. 